# Адријана Хоџић
Адријана Хоџић (Титова Митровица, 1975) је политичарка са Косова и Метохије која тренутно обавља функцију заменика градоначелника Северне Косовске Митровице од 10. децембра 2020. године. Раније је вршила функцију министарке администрације и локалне самоуправе самопроглашене Републике Косово од 12. априла 2019. до 3. марта 2020. године.

## Биографија
Адријана Хоџић је рођена у бошњачкој породици 1975. године у Титовој Митровици, тадашњој СР Србији, те СФР Југославији.
Искуство у вођењу послова од јавног значаја стиче непосредно након Рата на Косову и Метохији, када у својству регионалног менаџера у невладином сектору управља пројектима у свим српским срединама на Северу Косова, укључујући и енклаве по југу. Најпре кроз хуманитарне акције (обезбеђивање смештаја угроженим породицама, дистрибуцију хране, лекова и огревног дрвета) а потом и кроз серију пројеката економског развоја, остварује директну комуникацију са локалним заједницама, пратећи њихов напредак и развој.
Дана 20. јула 2012. године Хоџић је именована за шефа новоформиране Административне канцеларије за Северну Митровицу, а касније је служила као министарка администрације и локалне самоуправе Косова од 12. априла 2019. до 3. марта 2020. у другом кабинету Рамуша Харадинаја.
Постала је заменица градоначелника Северне Косовске Митровице Милана Радојевића 10. децембра 2020. године.
Залаже се за формирање две бошњачке општине на Косову, а на изборима за Скупштину Косова 2021. године је предводила листу Уједињена заједница, освојивши други највећи број гласова у бошњачким срединама.